# Sellickov manevar
Sellickov manevar ili Sellickov hvat je metoda kojom se sprječava regurgitacija kod anesteziranog bolesnika za vrijeme endotrahealne intubacije, a izvodi se pritiskom na krikoidnu hrskavicu (lat. cartilago cricoidea). Manevar je prvi opisao Brian Arthur Sellick (1918 - 1996), po kojemu je i dobio ime.
Sellickov manevar izvodi se tako što se lagano pritisne prednja strana vrata u razini krikoidne hrskavice. Manevar pomaže tako što poravna dišni put za vrijeme endotrahealne intubacije, prije nego što se postavi endotrahealni tubus.
Sellickov manevar se koristi i kako bi se spriječio ulazak želučanog sadržaja u ždrijelo (regurgitacija), tako što se preko kože i hrskavice pritiskom zatvori jednjak.